# Lesnoi (Sverdlovsk)
|  | Per a altres significats, vegeu «Lesnoi». |

Lesnoi - Лесной (rus) - és una ciutat tancada de l'óblast de Sverdlovsk, a Rússia. Es troba a la vora del riu Turà, a 254 km al nord de Iekaterinburg.

## Història

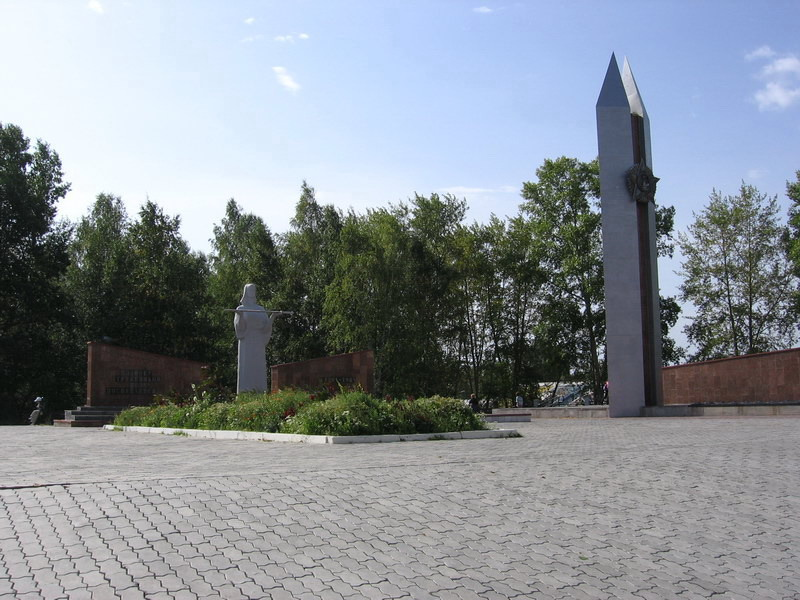
Memorial a la Segona Guerra Mundial a Lesnoi.

La ciutat fou fundada el 1947 amb el nom de Planta 418 per produir urani altament enriquit necessari per a les armes nuclears. El 1954 la vila es convertí en una ciutat tancada coneguda com a Sverdlovsk-45, especialitzada en la producció d'armes nuclears.
La vila conservà el seu caràcter secret fins a un decret del 1992 de Borís Ieltsin, pel qual recuperava el seu nom històric.
D'acord amb el costum de les ciutats amb instal·lacions secretes en època soviètica, Sverdlovsk-45 era un número de codi postal situat prop de la ciutat de Sverdlovsk.